# مايك بلوين
مايك بلوين هو مدرس وسياسي أمريكي، ولد في 7 نوفمبر 1945 في دوبوك في الولايات المتحدة. نشط حزبياً في الحزب الديمقراطي.

## مناصب
- انتخب عضو مجلس النواب الأمريكي [الإنجليزية]‏ عن دائرة Iowa's 2nd congressional district [الإنجليزية]‏ وقد انضم خلال فترته النيابية [الإنجليزية]‏ (3 يناير 1977 – 3 يناير 1979) للكتلة البرلمانية الحزب الديمقراطي.
- انتخب عضو مجلس النواب الأمريكي [الإنجليزية]‏ عن دائرة Iowa's 2nd congressional district [الإنجليزية]‏ وقد انضم خلال فترته النيابية [الإنجليزية]‏ (3 يناير 1975 – 3 يناير 1977) للكتلة البرلمانية الحزب الديمقراطي.
- انتخب عضو مجلس ولاية آيوا ‏.
- انتخب عضو مجلس نواب ولاية آيوا ‏.
- انتخب عضو مجلس النواب الأمريكي [الإنجليزية]‏.